# Vapnenica (Otruševec)
Vapnenica (Otruševec), građevina u mjestu Otruševec i gradu Samobor, zaštićeno kulturno dobro.

## Opis
Vapnenica u Otruševcu spada u rijetko je očuvane i još rjeđe prezentirane peći ove vrste u Hrvatskoj. Naime, uvrštena je 1990. g. na poučnu stazu kao tradicijski kulturni sadržaj i jedna je od 9 točaka različitih kulturnih i prirodnih vrednota/znamenitosti tog kraja. Peć je izvedena ukopavanjem u kosi teren poluloptastog šupljeg oblika, promjera baze približno 2,5 m, visine 3 m. Iznutra je obzidana opekom, vanjština je pokrivena zemljom, a tjeme kupole je zidano kamenom i vidljivo je izvana. Na prednjoj strani brijega, paralelno s cestom je kameni zid na čijoj sredini pri dnu je ložište s metalnim vratima.

## Zaštita
Pod oznakom Z-5811 zaveden je kao nepokretno kulturno dobro - pojedinačno, pravna statusa zaštićena kulturnog dobra, klasificirano kao "sakralna graditeljska baština".